# Wielka Świstowa Turnia
Wielka Świstowa Turnia (słow. Veľká Svišťová veža) – dwuwierzchołkowa turnia znajdująca się w grani Świstowych Turni (fragmencie Świstowej Grani) w słowackiej części Tatr Wysokich. Od Zadniej Świstowej Turni oddzielona jest siodłem Zadniej Świstowej Ławki, a od Pośredniej Świstowej Turni oddziela ją Pośrednia Świstowa Ławka. Wielka Świstowa Turnia nie jest dostępna żadnymi znakowanymi szlakami turystycznymi.
Wielka Świstowa Turnia jest turnią dwuwierzchołkową, której wierzchołki (zachodni i wschodni) są podobnej wysokości. Jej południowo-zachodnia ściana o wysokości zaledwie kilkudziesięciu metrów jest dość stroma i opada w kierunku Doliny Świstowej. Północna ściana ma natomiast około 200 m wysokości i kieruje się w stronę Łapszańskich Ogrodów w dolinie Rówienki. Podane poniżej pierwsze wejście zimowe na jej wierzchołek nie jest pewne, gdyż nie wiadomo, od którego miejsca Jan Červinka i František Pašta zaczęli przechodzić grań Świstowych Turni.

## Historia
Pierwsze wejścia turystyczne:
- Władysław Kulczyński junior, Mieczysław Świerz i Tadeusz Świerz, 6 sierpnia 1908 r. – letnie,
- Jan Červinka i František Pašta, przy przejściu granią, 6 grudnia 1954 r. – zimowe.